# 旭川市立大学
旭川市立大学（あさひかわしりつだいがく、英語: Asahikawa City University, ACU）は、北海道旭川市永山3条23丁目1番9号に本部を置く日本の公立大学。1898年創立、1968年大学設置。略称は旭大（きょくだい）。日本最北の総合大学である。

## 概観

### 大学全体
1898年（明治31年）に発足した旭川裁縫専門学校を起源とする学校法人によって、北日本学院大学として1968年（昭和43年）に設置され、1970年（昭和45年）に旭川大学と改称された。2022年（令和4年）、文部科学大臣より設置者を学校法人旭川大学から公立大学法人旭川市立大学へ変更することが認可され、2023年4月1日付けで公立大学に移行した。設置者変更に伴い名称が旭川市立大学に変更され、学長には三上隆が就任した。
経済学部（経営経済学科）、保健福祉学部（コミュニティ福祉学科、保健看護学科）、地域政策研究科（大学院）、短期大学部（食物栄養学科、幼児教育学科）を擁する。2026年に「地域創造学部」（仮称）を設置予定である。

### 建学の理念
「豊かな人間性と国際的な視野を有し自律した人材を育成する大学」「創造と実践で時代を切り拓く大学」「知の拠点として地域社会に貢献する大学」を理念として掲げている。
これは、旭川大学時代の建学の理念「地域に根ざし、地域を拓き、地域に開かれた大学」を踏まえてさらに発展させたものである。

### 私立から公立への変更
2022年8月31日、文部科学省の大学設置・学校法人審議会において、旭川市が先に同年6月22日付けで北海道知事宛てに申請を行っている公立大学法人旭川市立大学の設立が認可されることを前提に、旭川大学の設置者に係る同公立大学法人への変更認可について認める答申がなされた。その後、同年9月9日に北海道知事より法人の設立 と文部科学大臣より設置者の変更とがそれぞれ認可された。
大学等の設置者変更変更とともに、旭川大学は旭川市立大学に、旭川大学短期大学部は旭川市立大学短期大学部にそれぞれ名称が変更された。また、残る私学の側の学校法人旭川大学は学校法人旭川志峯学院に名称が変更された。
文部科学省のデータによれば、これまでに私立大学が公立化した事例は11件あり、新しく公立大学として開学した旭川市立大学がそこに12件目の事例として加わることとなった。
2023年5月23日、一般社団法人公立大学協会の令和5年度総会において、旭川市立大学に係る同協会への新会員入会が承認された。

### 新学部開設
当初は2025年の開設を目指していたが、新校舎建設が間に合わないため、1年遅れの2026年に新学部が設置される予定である。学部名は「地域創造学部」で、新校舎は旧講堂（立誠館）跡地に建設される予定である。

## 沿革
- 1898年 旭川裁縫専門学校として発足（旭川で唯一の専門学校としての発足）。
- 1951年 学校法人旭川共立学園設立。
- 1952年 旭川裁縫専門学校を旭川女子高等学校と改称（1964年、旭川日本大学高等学校と改称し、男子部を設ける）。
- 1964年 旭川女子短期大学（家政科）開設（以降、1968年までは日本大学系列）
- 1968年 学校法人名を北日本学院大学と改称。北日本学院大学開設し、経済学部経済学科設置。旭川女子短期大学は北日本学院大学女子短期大学部と改称。
- 1969年 女子短期大学部に幼児教育学科を設置。
- 1970年 学校法人名称を旭川大学に改称。北日本学院大学を旭川大学に、北日本学院大学女子短期大学部を旭川大学女子短期大学部に改称。経済学部第II部経済学科設置。
- 1974年 経済学部第I部に貿易学科設置。女子短期大学部に専攻科幼児教育専攻を設置。
- 1977年 旭川大学地域研究所設置。高等学校の男子部、女子部を統合する。
- 1978年 C棟が竣工。
- 1979年 新体育館竣工。
- 1986年 新図書館竣工。
- 1988年 大学情報処理・視聴覚教育センター設置（1月）。
- 1989年 新クラブハウス、大学会館（北辰会館）竣工。地域研究所を増築。
- 1991年 経済学部を組織改編。第II部経済学科および貿易学科を統合し、経済学科に一本化。学科内に経済学、商学・経営学、法行財政、国際経済の各コースを置くとともに、経済学コースに生涯学習クラス（昼夜開講制）を設ける。
- 1993年 情報処理・視聴覚教育センターを情報教育研究センターに名称変更。総合グラウンド造成。
- 1994年 経済学科の商学・経営学コースを経営情報コースと改称。北辰会館を増築。
- 1995年 トレーニングセンター竣工。
- 1998年 女子短期大学部に専攻科福祉専攻を設置。
- 1999年 大学院経済学研究科地域政策専攻修士課程設置。
- 2001年 経済学部経済法学科設置。
- 2002年 女子短期大学部生活学科に生活福祉専攻を設置。
- 2006年 26年振りの学長選実施。山内亮史が学長に当選する（2期目）。
- 2008年 新校舎竣工。保健福祉学部（コミュニティ福祉学科・保健看護学科）開設。
- 2011年 短期大学部が共学化。旭川大学短期大学部に名称変更。
- 2017年 大学院経済学研究科を地域政策研究科に名称変更[14]。
- 2022年 公立大学法人旭川市立大学の設立、並びに同法人への設置者変更が認可される（いずれも9月9日付け）[1][9]。
- 2023年 設置者を公立大学法人旭川市立大学に変更（移管による大学の公立化）、大学名を旭川市立大学に改称[8][15][16]。
- 2024年 三浦綾子記念文学館と包括協定を締結。

## 基礎データ

### 所在地
- 〒079-8501 北海道旭川市永山3条23丁目1番9号

### 交通アクセス
- JR宗谷線永山駅下車。徒歩約15分。
- 道北バス永山2条22丁目（旭川市立大学前）下車。徒歩約1分。

### キャンパス
永山駅から徒歩約15分ほどであり、上川総合振興局の庁舎に近い。金融機関や飲食店が多く存在し、かつてはロックバンド安全地帯の活動の拠点となった地域である。
キャンパス内には講堂「立誠館」、学生食堂が併設された国際会議場「北辰会館」、2つの体育館がある。
総合グラウンドとトレーニングセンターはキャンパスから少し離れた場所（北海道旭川市永山町11丁目）にある。
また、旭川市桜岡に野球場がある。

### 象徴
2023年に公立大学に移行した後は「旭川市立大学・旭川市立大学短期大学部」共通の新しいロゴマークが採用されており、漢字の「旭川」と英略称の「ACU」を組み合わせたデザインのマークである。

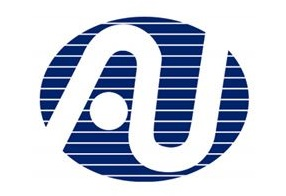
旭川大学当時のロゴマーク

かつて旭川大学当時に使用していたマークは、石狩川が流れる様子をイメージして、ブルーを基調に流線形の「川」と「AU」を組み合わせたデザインであった。

## 教育および研究

### 組織

#### 学部
- 経済学部
  - 経営経済学科（定員100人）
    - 経済学コース
    - 経営・法学コース
    - 会計・商学コース

※2008年より経済学科と経済法学科を再編し、経営経済学科とした。
※経済学部には昼夜開講制の生涯学習クラスを設置している。
- 保健福祉学部
  - コミュニティ福祉学科（定員40人）
  - 保健看護学科（定員60人）

※2008年開設。社会福祉士・精神保健福祉士養成課程（コミュニティ福祉学科）、看護師・保健師養成課程（保健看護学科）を設置。
- 地域創造学部
  - 地域創造学科
    - 地域デザインコース
    - アントレプレナーシップコース

※2026年4月開設予定

#### 大学院
- 地域政策研究科（修士課程、昼夜開講制）
  - 地域政策専攻

#### 短期大学部
- 短期大学部
  - 食物栄養学科 ※2022年4月に生活学科食物栄養専攻から変更。
  - 幼児教育学科

#### 附属機関
- 附属機関
  - 旭川市立大学地域連携研究センター
  - 情報教育研究センター
  - 図書館

## 学生生活

### 大学公認クラブ・サークル・同好会
- 硬式野球部
- サッカー部
- 柔道部
- バレボール部
- 女子バレーボール部
- バドミントン部
- フットサル部
- 軽音楽部
- 吹奏楽部
- よさこいソーランサークル「北辰乱舞」
- イラスト同好会
- 震災ボランティアサークル「円陣〜EnginE〜」
- 被災地支援ボランティアサークル「CROSS」
- ルーラル・ナーシング研究会
- 子どもの未来を考える会「みら研」
- 看護交流サークル
- 旭川市立大学クリスマス企画・学生有志の会
- 国際交流サークル
- バスケットボールサークル
- 旭川市立大学生協学生委員会
- 永山屯田まつりプロジェクト
- 弓道同好会
- 卓球部
- ソフトテニス部
- モルック同好会
- サブカルチャー同好会
- ハンドメイド同好会
- eスポーツ同好会
- イベント企画サークル
- 北海道研究会
- チェス同好会
- GROW UP
- 障がい分野ボランティアぽっぴーず
- ボードゲーム同好会
- 心霊オカルト研究サークル
- お料理研究サークル
- 応援団チアリーダー部
- 地域栄養食材研究会サークル
- 手話歌サークル「ド・レベ」
- 音楽ボランティアサークル「ル・タンティール」
- 硬式テニスサークル
- ラグビーサークル
- 資格取得クラブ
- ダンスサークル
- ボランティアサークル チーズ
- スノーボードサークル

### 旭辰祭
旭川市立大学の大学祭の名称。旭川大学時代の名称は北辰祭である。
軽音部による軽音ライブやビンゴ大会、お笑いライブ、花火などが行われる。第1回旭辰祭は2023年6月10日・11日に開催された。

### お笑いライブゲスト
第1回 タイムマシーン3号，さすらいラビー
第2回 サンシャイン池崎，ファイヤーサンダー

## 対外関係

### 他大学との協定
- 国内交換留学協定締結大学（以下の大学の中から2個所で学ぶことが可能）
  - 沖縄大学
  - 和光大学
  - 神戸国際大学
  - 京都精華大学
  - 金沢星稜大学
  - ノースアジア大学

- 相互単位互換協定締結大学
  - 北海道教育大学旭川校
  - 北海道東海大学芸術工学部旭川校

- 交流協定締結大学
  - 水原大学校（韓国）
  - 水原科学大学（韓国）
  - 京畿大学（韓国）
  - ハロン大学（ベトナム）
  - 日越大学（ベトナム）
  - モナシュ大学（オーストラリア）

### 姉妹校
- 締結大学
  - ウェブスター大学（英語版）（アメリカ）

### 系列校
- 旭川市立大学短期大学部

#### かつての系列校
2022年度までの私立大学当時は、旧設置者の学校法人旭川大学の系列に属していた。
- 旭川大学高等学校（現・旭川志峯高等学校） - なお、旭川大学当時に2016年11月15日付けで高大連携協定を締結[19]。
- 旭川大学附属幼稚園（現・旭川志峯幼稚園）
- 旭川大学情報ビジネス専門学校（現・旭川情報ビジネス専門学校）

### 地方自治体との協定
- 北海道
  - 上川総合振興局
  - 東神楽町
  - 旭川市
  - 幌加内町
  - 東川町
  - 厚真町
  - 滝上町
  - 比布町
  - 鷹栖町
  - 愛別町
  - 当麻町
  - 美瑛町
  - 上川町

### 企業等その他連携協定
- 北海道新聞旭川支社
- ジュンク堂書店旭川店
- NHK旭川放送局
- 旭川信用金庫
- 旭川志峯幼稚園

## その他
- 図書館は、ケンブリッジ学派・経済コレクション（リチャード・カーン旧蔵書）、ジェヴォンズコレクションを有する[20]。
- 学内各所には、あべ弘士による旭山動物園にまつわる作品群が展示されている[21]。
- 大学院 磯田憲一ゼミから始まった「君の椅子」プロジェクトが有名である[22]。